# Howard Devoto
Howard Devoto, nome d'arte di Howard Andrew Trafford (Scunthorpe, 15 marzo 1952), è un musicista e cantante britannico.
È il frontman della band Post-punk Magazine dopo essere stato tra i fondatori dei Buzzcocks, uno dei più importanti gruppi del Punk rock inglese.

## Biografia

### Primi anni
Dopo aver frequentato la Leeds Grammar School, nel 1972 Devoto si trasferisce a Bolton per frequentare presso l'università locale i corsi di Psicologia, Filosofia e Letteratura. Nel corso della permanenza a Bolton, Devoto stringe amicizia con Pete Shelley e Ben Mandelson, due futuri membri dei Buzzcocks.
Nel 1976 Devoto e Shelley assistono ad un concerto dei Sex Pistols a Londra e lo stesso Devoto riesce a convincere il manager del gruppo Malcolm McLaren a fissare per i Pistols una data a Manchester il 4 giugno. Una volta ottenuto questo risultato, Devoto e Shelley decidono di fondare una band che possa suonare di spalla agli stessi Pistols il 4 giugno. Nascono quindi i Buzzcocks.

### Buzzcocks
Racimolata tramite una colletta la cifra di 500₤, dopo circa 6 mesi di attività i Buzzcocks registrano il loro primo EP intitolato Spiral Scratch, che viene pubblicato il 29 gennaio 1977, costituendo uno dei primi dischi di Punk rock britannico.
Poco prima del lancio sul mercato di Spiral Scratch, tuttavia, Devoto decide di abbandonare la band. Intervistato, il cantante affermerà che le motivazioni alla base della sua scelta furono essenzialmente due: da un lato, l'esigenza di portare a compimento il proprio percorso universitario, dall'altro il disinteresse nei confronti del punk:
(Howard Devoto sul Punk)

### Magazine
Nel 1977, abbandonati i Buzzcocks, Devoto forma uno dei primi e più importanti gruppi del Post-punk, i Magazine. Il primo singolo del gruppo, Shot by Both Sides, viene pubblicato nel gennaio del 1978. Dopo la pubblicazione di 4 album, nel 1981 la band si scioglie.

### Dopo i Magazine
Con lo scioglimento dei Magazine Devoto, dopo aver pubblicato un album insieme all'ex tastierista del gruppo Dave Formula, sceglie di ritirarsi dalle scene per lavorare presso l'istituto fotografico Network di Londra. Fatta eccezione per un'apprezzata partecipazione nel 1984 al primo album del progetto collettivo creato dal produttore Ivo Watts-Russell in seno all'etichetta 4AD ovvero This Mortal Coil, dove canta il brano Holocaust, l'esilio volontario del cantante durerà fino al 1988, anno dell'uscita del primo lavoro dei Luxuria, band formata dallo stesso Devoto e dal musicista inglese Noko.
Nel 2001 Devoto e Pete Shelley dei Buzzcocks pubblicano l'album Buzzkunst con il nome di ShelleyDevoto.

### Reunion
Nel 2009 i Magazine tornano in attività, con l'ingresso di Noko come chitarrista in luogo di John McGeoch. Nel novembre 2011 viene pubblicato il quinto album della band, No Thyself.
il 25 ed il 26 maggio 2012 Devoto torna sul palco con i Buzzcocks per due concerti, a oltre 35 anni di distanza dalla pubblicazione di Spiral Scratch. Gli eventi fanno parte del Back To Front Tour dei Buzzcocks.

## Discografia

### Con i Buzzcocks
- 1998 - Spiral Scratch EP

### Con i Magazine
- 1978 - Real Life
- 1979 - Secondhand Daylight
- 1980 - The Correct Use of Soap
- 1981 - Magic, Murder and the Weather
- 2011 - No Thyself

### Con Dave Formula
- 1983 - Jerky Versions of the Dream

### Con i Luxuria
- 1988 - Unanswerable Lust
- 1990 - Beast Box

### Con Pete Shelley (ShelleyDevoto)
- 2001 - Buzzkunst